# トヴェリ大公国
T：トヴェリ大公国、K：カシン公国、H：ホルム公国、M：ミクリン公国、
D：ドロゴブージ公国、Z：ズブツォフ公国

周辺の主な公国、都市

MO：モスクワ大公国、N：ノヴゴロド公国、S：スモレンスク公国

TR：トルジョーク、B：ウラジーミル
トヴェリ公国（トヴェリこうこく、ロシア語: Тверское княжество）、またはトヴェリ大公国（トヴェリたいこうこく、ロシア語: Великое княжество Тверское）は、トヴェリを首都として成立した、ルーシの諸公国のひとつである。1247年に分領公国として成立し、のちに大公国を称した。1485年にモスクワ大公国に組み込まれて消滅した。

## 領域
公国はカスピ海とバルト海をつなぐヴォルガ交易路(ru)に面し（ただし、交易路自体はトヴェリ公国成立時には衰退している）、多数の都市（город / ゴロド）を有した。そのうちカシン、ミクリン、ホルム、ドロゴブージなどは、トヴェリ公国に属する分領公国（カシン公国、ミクリン公国、ホルム公国、ドロゴブージ公国）の首都となった。
公国の北部はノヴゴロド共和国と接し（ノヴゴロドから見た最前線の都市はトルジョーク）、西部にはスモレンスク公国（その分領公国であるルジェフ公国領を15世紀の一時期併合している）、そして南部・東部にはペレヤスラヴリ・ザレスキー公国、ロストフ公国、モスクワ公国が位置していた。

### トヴェリ大公国
ロゴジュスク年代記(ru)には、トヴェリ公アレクサンドルは1339年にジョチ・ウルスから大公（ヴェリーキー・クニャージ）の称号を返還されたという記述がある。ただし、トヴェリの公がヴェリーキー・クニャージの号を冠するのはより後年のことであるという説がある。また、14世紀末から15世紀にかけてのモスクワとトヴェリの条約においては、アレクサンドルは「大公」と呼ばれているが、アレクサンドルの後継者であったコンスタンチンやヴァシリーは単に「公」（クニャージ）と記されており、アレクサンドルの子のミハイル以降は「大公」となっている。とはいえ、トヴェリのオトローチ修道院(ru)に残る資料では、1363年から1365年の記述においてヴァシリーもまた「大公」と記されている。

## 歴史

### 公国の出現
ルーシの年代記（レートピシ）におけるトヴェリの初出は1135年である。12世紀から13世紀始めまでは、トヴェリはペレヤスラヴリ・ザレスキー公国に属する都市であった。公国（分領公国）としての分離はおそらく、ウラジーミル大公ヤロスラフがジョチ・ウルス領内で死亡し（1246年）、ウラジーミル大公位を継いだスヴャトスラフ(ru)が、死亡したヤロスラフの子のヤロスラフに公位を与えたのが始まりであると考えられている。トヴェリ公位に就いたヤロスラフは、ウラジーミル大公位をめぐる兄アレクサンドルとアンドレイ(ru)の闘争に介入し、自身も一時ウラジーミル大公位を得ている。ヤロスラフの後はその子のスヴャトスラフ、同じく子のミハイルへとトヴェリ公位・公国が受け継がれた。ミハイル統治期の初期に、トヴェリ公国軍は侵入してきたリトアニア軍を破っている。
ウラジーミル大公位をめぐるコストロマ公アンドレイとペレヤスラヴリ・ザレスキー公ドミトリーとの間に行われていたウラジーミル大公国の内戦(ru)に、ドミトリー陣営に立って参戦していたトヴェリ公ミハイルは、1293年に同陣営のロストフ公ドミトリー(ru)の娘アンナ(ru)と結婚し、カシンがトヴェリ公国領へと編入された。
また、1295年、トヴェリ公国はノヴゴロド共和国と、タタールならびに他の勢力に対する防衛協定を締結した。これはルーシ諸公国がタタール（ジョチ・ウルス）に抵抗するために組まれた最初の協定であった。

### モスクワ公国との闘争

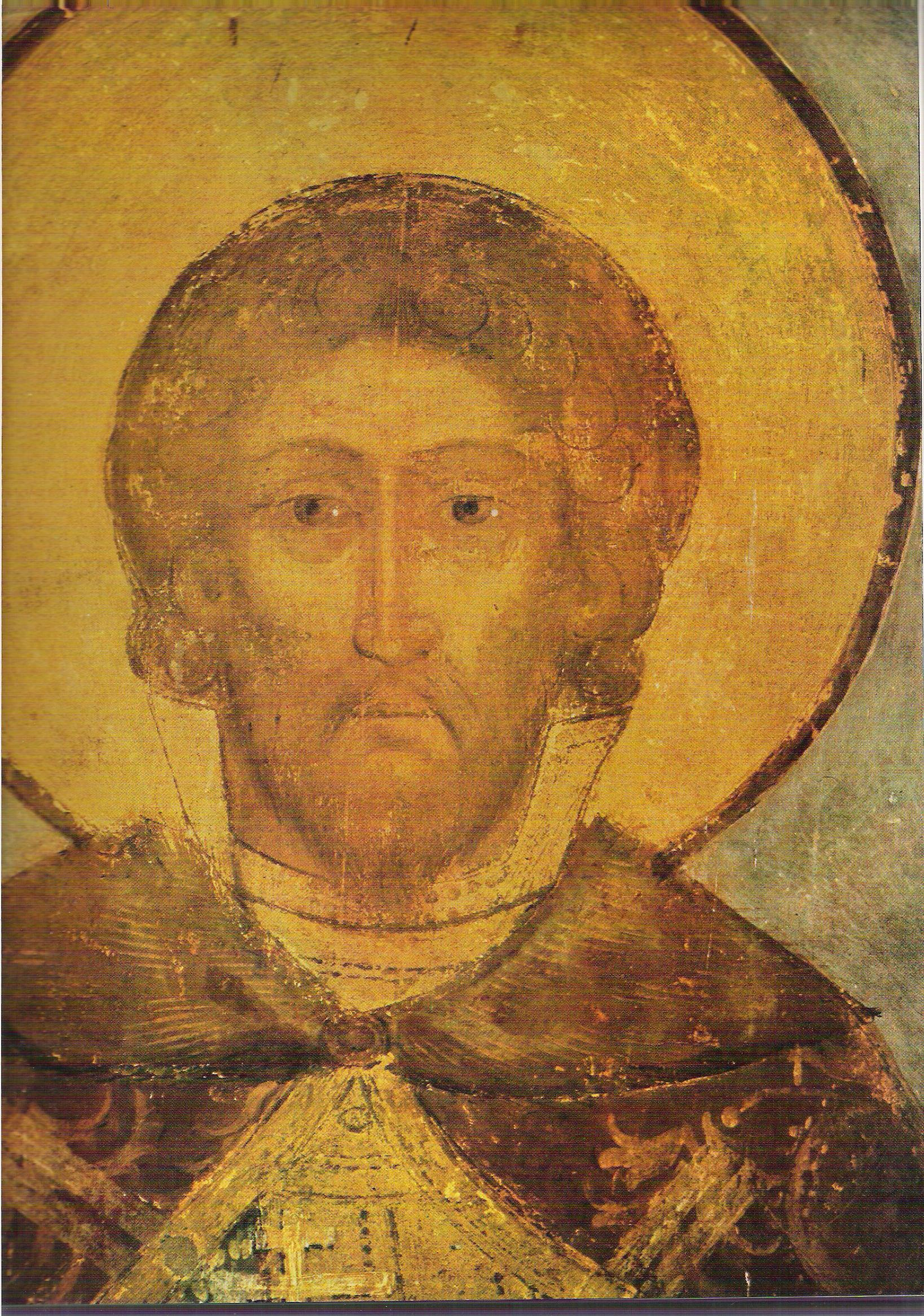
ミハイル
(D・プレハノフ(ru)、1686年)

1304年にウラジーミル大公アンドレイ（上記のコストロマ公アンドレイ）が死亡した後、トヴェリ公ミハイルは、モスクワ公ユーリーと、ウラジーミル大公位をめぐる闘争を開始した。闘争はペレヤスラヴリ・ザレスキー、コストロマ、ゴロデツ、ニジニー・ノヴゴロドなどの北東ルーシ（ウラジーミル大公国領域）の諸都市、またノヴゴロドの争奪戦となった。1305年、1308年にはミハイルはモスクワへも進軍するが、これを陥とすことはできなかった。また、この闘争間には教会勢力とジョチ・ウルスも関与するものとなった。

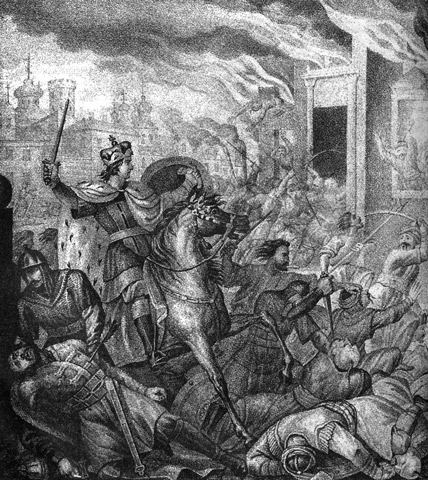
アレクサンドル
(B・チョリコフ(ru)、19世紀)

1317年、ミハイル率いるトヴェリ公国軍はボルテネヴォの戦い(ru)でモスクワ＝ジョチ・ウルス連合軍を破るが、翌年ジョチ・ウルスの首都サライに召喚され、殺害された。ミハイルの死後、トヴェリ公国領は4人の息子たちに分割相続された。すなわち、長男のドミトリーがトヴェリを、アレクサンドルがホルムとミクリンを、おそらくコンスタンチンがドロゴブージを、ヴァシリーがカシンを受領し、それぞれの公となった。
一方、1319年、勝ち残ったモスクワ公ユーリーはウラジーミル大公位に就き、ジョチ・ウルスのハンに支払う貢税をトヴェリの諸公から徴収しはじめた。しかし、この徴収金はジョチ・ウルスに送られることはなく、トヴェリ公ドミトリーはこの事態をジョチ・ウルスに訴えて、1322年に徴収権を自身のものとする勅書（ヤルルィク）を得ている。さらにユーリーの死後の1326年、ミハイルの子のひとりであるアレクサンドルはウラジーミル大公位を得た。
1327年、トヴェリはジョチ・ウルスの君主ウズベク・ハンの従兄弟（モンケ・テムルの孫、トデゲンの子にあたる）、チョルハン(ru)の支配に対する反乱を起こした。トヴェリの人々はチョルハンを捕らえて殺害するが、モスクワとスーズダリの兵をも従えた5万人の軍兵による報復攻撃を受けた。トヴェリ軍は破れ、トヴェリ公アレクサンドルはプスコフへと逃れた。ウラジーミル大公位はスーズダリ公アレクサンドル(ru)の手に渡り、ノヴゴロド、トヴェリはモスクワの手中に収まった。トヴェリ公位はモスクワ公ユーリーの娘ソフィヤを妻とするコンスタンチン（トヴェリ公アレクサンドルの弟）に与えられた。その後、1337年にトヴェリを追われていたアレクサンドルはトヴェリに帰還し、トヴェリ公位はコンスタンチンからアレクサンドルへ譲渡された。しかし、アレクサンドルは1339年にモスクワ公（兼ウラジーミル大公）イヴァン・カリターの讒言によってサライに召喚され、息子フョードルとともに殺害された。死後はコンスタンチンが再度トヴェリ公となり、1345年まで統治を行った。
この期間に、アレクサンドルの息子フセヴォロド(ru)がホルムを受領しホルム公国が、またミハイルがミクリンを受領しミクリン公国が成立している。後にこれら分領公国の公たちは、トヴェリ公位をめぐって数世代にわたる継承戦を繰り広げることになる。

### トヴェリ公位をめぐる内紛
1345年、トヴェリ公コンスタンチンと、その甥であるホルム公フセヴォロドの間に対立関係が生じた。フセヴォロドはモスクワへ亡命した後、ジョチ・ウルスへ訴え出たことで、トヴェリ公コンスタンチンはジョチ・ウルスの裁判に基づき処刑された。コンスタンチンの所領であったドロゴブージ公領は息子のセミョーンに受け継がれた。一方、トヴェリ公の地位は当時の継承法(ru)によれば、カシン公ヴァシリーが得るべきものであったが、フセヴォロドはこれを不服として再度ジョチ・ウルスへ訴え出た。1347年、ジョチ・ウルスはこれを承認し、またフセヴォロドはモスクワ公セミョーンと姉妹のマリヤ(ru)との婚儀（なお、セミョーンにとっては3番目の妻）を成立させて後ろ盾を確保した。ただし、翌年にはトヴェリ主教フョードルの仲裁の下で和議を結び、ヴァシリーに公位を譲った。ヴァシリーはカシンを息子のヴァシリーに与え、もうひとりの息子ミハイルと、モスクワ公セミョーンの娘ヴァシリサ（セミョーンの最初の妻の娘）との婚儀、さらにはリトアニア大公アルギルダスと、おばのイウリアニヤ(ru)との婚儀を成立させた。ジョチ・ウルスは、1351年にはヴァシリーの公位を正式なものと承認した。

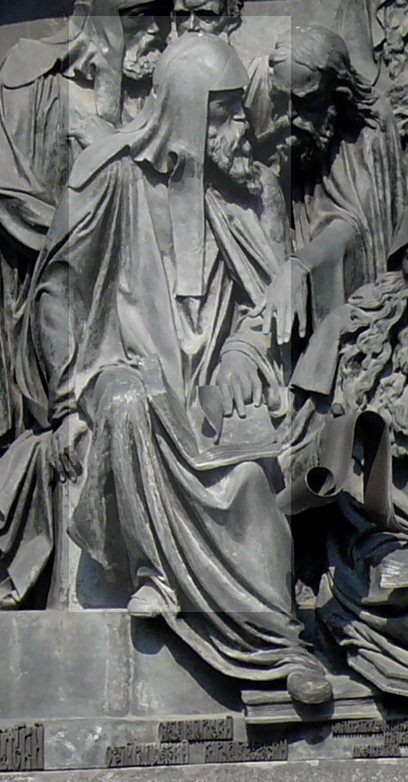
府主教アレクシー（ロシア建国一千年祭記念碑像）

1356年、新たな紛争が発生した。すなわち、フセヴォロドがジョチ・ウルスから勅書を得ようと動きを見せた際に、フセヴォロドは逆に捕縛され、ヴァシリーに引き渡されたことである。翌年、ウラジーミル府主教（キエフと全ルーシの府主教(ru)）アレクシー(ru)がこれを仲裁するが、翌年フセヴォロドはリトアニア大公国へ逃亡した（ただし、リトアニア首都大司教ロマン(ru)はこれを帰還させている）。また、ヴァシリーは1362年には、ミハイル（フセヴォロドの兄弟）領の首都ミクリンを包囲している。
1364年、ペストによってフセヴォロド、ドロゴブージ公セミョーンが病死した。そして、セミョーンの領有していたベルィー・ゴロドク(ru)をめぐり、ミクリン公ミハイル、ドロゴブージ公位を継いだエレメイ(ru)、トヴェリ公ヴァシリーの間に緊張関係が生じるところとなった。ウラジーミル府主教アレクシーが再度仲裁の道を模索したが、ミクリン公ミハイルが都市を手中にすると、エレメイ、ヴァシリーはミクリンを包囲した。これに対し、ミハイルはリトアニア大公国の支援を得て、逆にトヴェリを強襲し、これを陥落させた。これらトヴェリ諸公の闘争は、1368年にヴァシリーが死去し、ミクリン公ミハイルがトヴェリ公位につくことで決着を見たが、すぐにモスクワ公国との戦いが始まることになる。
1368年および1370年にモスクワ公（ウラジーミル大公）ドミトリーは軍隊を派遣し、トヴェリは攻囲戦を余儀なくされた。1371年、ミハイルはジョチ・ウルスから、ウラジーミル大公の地位を自身に譲らせる勅書を引き出したが、ドミトリーはこれを黙殺し、再度トヴェリを攻撃した。リトアニアのアルギルダスがモスクワ公国領に侵攻したが、リトアニア軍は率いる連隊を消失し、セルプホフ公（モスクワの分領公）ウラジーミル(ru)と自身の娘との間に婚儀を成立させて、モスクワと和平を結んだ。

### モスクワ大公国への従属

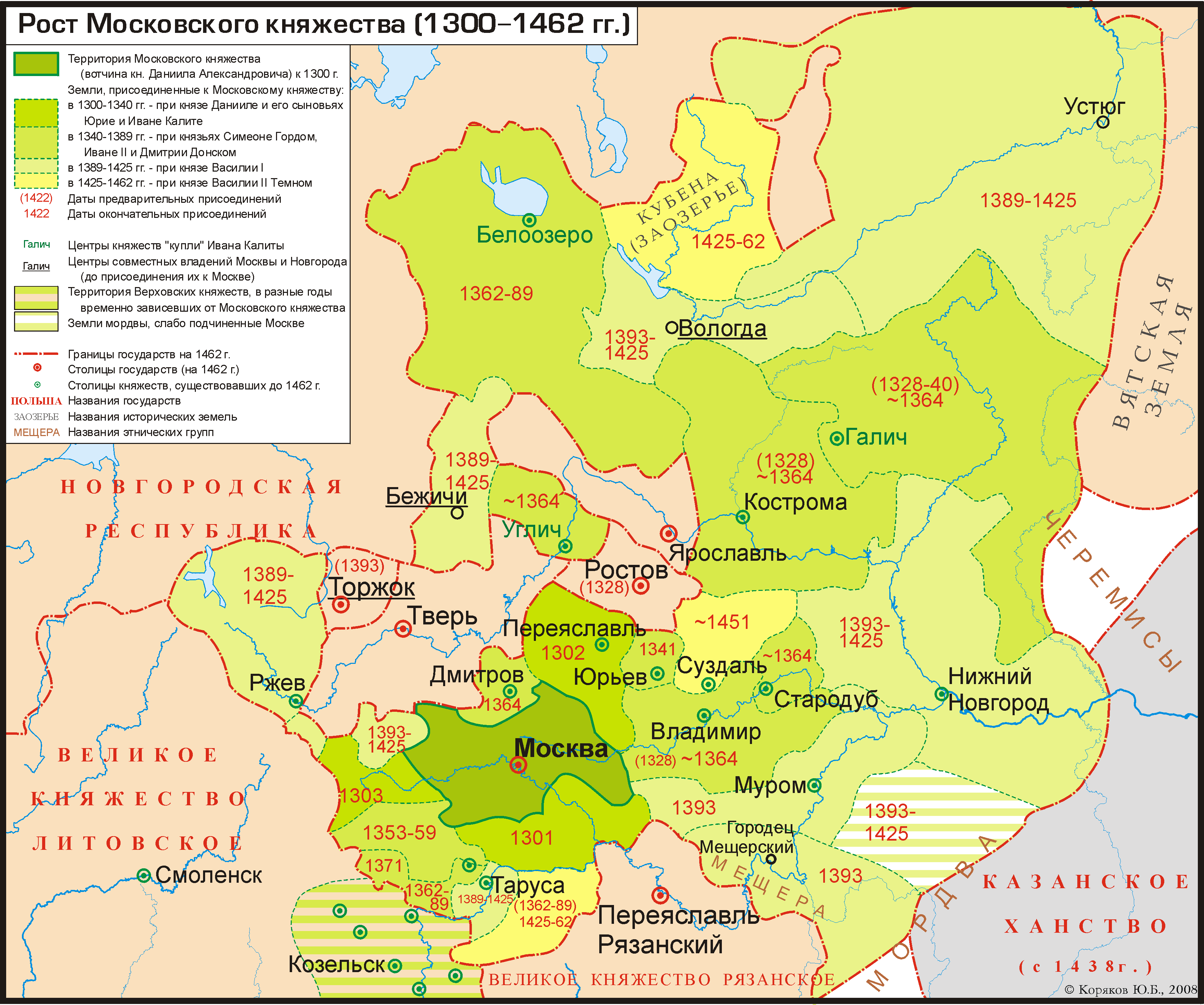
モスクワ大公国の拡張

1372年、ドロゴブージ公エレメイが死亡し、領地はその息子に継承された。1373年にはカシン公位がミハイルの息子のヴァシリーに譲られた。
1374年にトヴェリとモスクワは再び交戦状態となった。トヴェリ公ミハイルは勅書を得てトルジョクとウグリチを自身の支配下に置こうと画策すると、モスクワ公ドミトリーはブリャンスク公国、スモレンスク公国、リトアニア大公国ら周辺諸国の軍勢とともにトヴェリを包囲(ru)した。ミハイルはこれに屈し、自身がモスクワの「弟」の立場にあることの承認を余儀なくされた。
1382年にカシン公ヴァシリーが死ぬと、カシン公国領はトヴェリ公国領に再吸収された。ミハイルはトクタミシュから、トヴェリ大公に叙される勅書を得た。1399年のミハイルの死後、トヴェリ大公位は息子のイヴァンに受け継がれるが、他の兄弟との領土争いがしばしば起こった。また、イヴァンの治世にトヴェリは幾度かの飢饉に見舞われた。1423年にイヴァンは死亡し、後をついだ息子のアレクサンドル、その子のユーリーもまた伝染病に罹患し、相次いで死亡した。

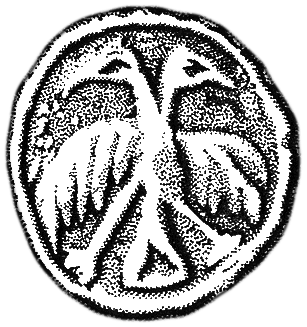
最後のトヴェリ大公ミハイルの貨幣

1425年にトヴェリ大公となったボリス(ru)はリトアニア、モスクワと協調路線を採り、トヴェリの国力の回復に成功するが、後を継いだミハイルは当初の協調路線から転じ、ポーランド王カジミェシュ4世と同盟を結んでモスクワの干渉からの脱却を試みた。しかし1485年、モスクワ大公イヴァン3世によってトヴェリを陥とされた。ミハイルはリトアニアに亡命し、トヴェリはイヴァン3世の息子イヴァン・マラドイに与えられた。イヴァンの死後はナメストニクが派遣されてこれを統治した。かくしてトヴェリの独立性は失われた。1492年までに、トヴェリ大公国領はモスクワ大公国の税収制度の中への編入が終了した。
なお、後代にはカシモフ・ハン国のシメオン・ベクブラトヴィチが、1585年にトヴェリ大公の称号を冠していた時期がある。